# Васил Златарски
Васил Николов Златарски (бугарски: Васил Николов Златарски; 14. новембар 1866—15. децембар 1935.) је био бугарски историчар, археолог и епиграф, аутор монументалног тротомног дела "Историја бугарске државе у средњем веку". 

## Живот и каријера
Васил Златарски је рођен у Великом Трнову 14. новембра 1866. године. Био је најмлађе дете учитеља Николе Златарског (по родној Златарици, у близини Великог Трнова) који је био истакнути активиста образовног покрета пре ослобођења. Златарски је образовање стекао у Великом Трнову и на Богословији Светог Петра и Павла у Љасковецу где је учен за свештеника. После смрти свога оца, отишао је са братом у Русију где је 1887. године докторирао на лицеју у Санкт Петербургу. Студирао је историју на универзитету у Санкт Петербургу 1891. године и на постдипломским студијама у Берлину 1893—5. године. Потом се вратио у Бугарску где је постао наставник у средњој школи у Софији и предавач на Високој школи (данашњи Универзитет у Софији). Унапређен је у редовног професора 1906. године. Између 1926. године и смрти, Златарски је био потпредседник Бугарске академије наука. 
Златарски је значајно допринео развоју бугарске историјске науке поставши први професор историје на Универзитету у Софији који је водио оригинална истраживања из области средњовековне бугарске историје. Између 1893. године и своје смрти 1935. године радио је на свом монументалном делу, Историја бугарске државе у средњем веку, која представља свеобухватну студију о политичкој историји средњовековне бугарске државе. Златарски је сарађивао са великим руским и западним историчарима средњег века као и византолозима. Међу њима су Александар Васиљев и Анри Григоре. Златарски је био председник Четвртог међународног конгреса византијских студија у Софији 1934. године. Добитник је Ордена Светог Александра II степена и чехословачког Ордена белог лава.

## Значајнија дела
- Писмата на византийския император Романа Лакапина до българския цар Симеон (1894)
- Два известни български надписа от IX век / Сборник за народни умотворения, наука и книжнина 15 (1898), 131-144
- (изд.) Исторія во кратцѣ о болгарскомъ народѣ славенскомъ. Сочинися и списася въ лето 1792 Спиридономъ Іеросхимонахомъ (1900)
- Българска история. Лекции (1902)
- Юрий Ив. Венелин и значението му за българите 1802-1902 (1902)
- Студии по българска история (1903)
- (изд.) Житїе и жизнь преподобнаго отца нашего Ѳеωдосїя иже в Тръновѣ постничьствовавшаго съписано светѣишимь патрїархωмь Кωнстантїна града кѵрь Калистωмь, Сборник на Министерството на народната просвета 20 (1904)
- Имали ли са българите свое летоброене / Списание на Българската академия на науките 1 (1911), кн. 1, 1-92
- Оценка за съчинението за хабилитация на д-р Ганчо Ценов. Предизвикано обнародване / Годишник на Софийския университет 7 (1911-2)
- Договорът на княза Иванко, син Добротичев с генуезците 1387 (1911), (съвместно с Гаврил Кацаров)
- Болгарское леточисление / Известия Отделения русскаго язка и словесности Императорской академии наук 17 (1912), кн. 2
- История на българите от появата им в Европа до основаването на българското царство на Балканския полуостров, Годишник на Софийския университет. Историко-филологически факултет, 10-11, 1914, с. 1-112
- Посланието на Цариградския патриарх Фотий до българския княз Борис в славянски превод - Български старини, V. София, 1917, 3-64
- Vasil Slatarski, Geschichte der Bulgaren I: Von der Gründung des bulgarischen Reiches bis zur Türkenzeit (679-1396) / Bulgarische Bibliothek 5, Leipzig 1918
- История на българската държава през Средните векове. Т.1 Първо българско царство. Ч.1 Епоха на хуно-българското надмощие (679-852), С. 1918, 3 изд. С. 1970, Ч.2 От славянизацията на държавата до падането на Първото царство (852-1018), С. 1927; 2 изд. С. 1971; Т. 2 България под Византийско владичество (1018-1187), С. 1934, С. 1972; Т.3 Второ българско царство. България при Асеновци (1187-1280), С. 1940, 2 изд. С. 1971-72
- Тъй наречените ‘грамоти’ на Пинция и неговия син Плезо / Годишник на Софийския университет 15-16 (1919-20), 1-58
- Нова политическа и социална история на България и Балканския полуостров (1921)
- Известието на Ибрахим-ибн-Якуба за българите от 965 г. / Списание на Българската академия на науките 22 (1921), 67-87
- Страници из старата културна история на българите / Сборник в чест и в памет на Луи Леже 1843-1923. София, 1925, 279-292.
- Политическата роля на Софроний Врачански през Руско-турската война 1806-1812 (1925)
- Образуване на българската народност / Българска историческа библиотека I (1928), № 1, 74-112
- Една датирана приписка на гръцки от средата на XI век / Byzantinoslavica 1 (1929), кн. 2, 22-34
- Един гръцки фалшификат, който се отнася към българската история / Byzantinoslavica 2 (1930), fasc. 2, 231-258
- Политическото положение в Северна България през XI и XII век / Известия на Българското историческо дружество, 9 (1929), 1-50
- Държавно-политическите идеи на цар Симеона / Летопис на Българската академия на науките XII (1928/ 1929). София, 1931, 194-207
- Устройство Болгарии и положение болгарскаго народа в первое время после покорения их Василием II Болгаробойцею / Seminarium Kondakovianum 4 (1931), 49-68
- Наместници-управители на България през царуването на Алексия I Комнин / Byzantinoslavica 4 (1932), кн. 1, 139-58; кн. 2, 371-98
- Wer war Peter Deljan? / Annales Academiae Scientiarum Fennicae ser. B 27 (1932), 354-63
- Георги Скилица и написаното от него житие на св. Ивана Рилски / Известия на Историческото дружество в София 13 (1933), 49-80
- Потеклото на Петра и Асеня, водачите на въстанието в 1185 г. / Списание на Българската академия на науките 45 (1933), 7-48
- Die Besiedlung der Balkanhalbinsel durch die Slaven / Revue internationale des études balkaniques 4 (1936), 358-75
- Избрани съчинения в 4 тома Т.1 1972, Т. 2 1984